# Plana Cays
Plana Cays – dwie małe wyspy należące do Wspólnoty Bahamów, leżące pomiędzy wyspami Acklins i Mayaguana. Obie wyspy nie są zamieszkałe. Odkrycie wysp jest przez niektórych badaczy przypisywane Krzysztofowi Kolumbowi. Według tej teorii jedna z wysp Plana to legendarna Guanahani.

## Fauna
Wschodnia wyspa jest zamieszkiwana przez Geocapromys ingrahami - gryzonie z rodziny hutiowatych.